# Windows Server 2003
Windows Server 2003 is een besturingssysteem voor servers. Het is de opvolger van Windows 2000 Server. De oorspronkelijke codenaam was Whistler Server en Bobcat, de versie is Windows NT 5.2.
Windows Server 2003 is eigenlijk de servereditie van Windows XP, die in tegenstelling tot vorige versies van Windows NT geen gelijknamige servereditie heeft.
In Windows Server 2003 zijn veel veiligheidsproblemen opgelost, en het systeem is stabieler. Tevens bevat Windows Server 2003 een uitgebreid scala aan diensten, zo kan een mediaserver, mailserver, webserver, FTP-server, domaincontroller of nieuwsserver zo worden opgezet. Active Directory is ook in Windows Server 2003 aanwezig.
Er zijn twee service packs uitgebracht voor dit besturingssysteem. De eerste op 30 maart 2005 en de tweede op 17 maart 2007. Nieuwe service packs worden niet meer verwacht.
De opvolger van Windows Server 2003 is Windows Server 2008.
Op 14 juli 2015 liep de ondersteuning van Windows Server 2003 af. Microsoft biedt geen ondersteuning meer voor het besturingssysteem.

## Versies
- Webserver Edition
- Standard Edition
- Enterprise Edition
- Datacenter Edition
- Small Business